# Emulación de vinilos

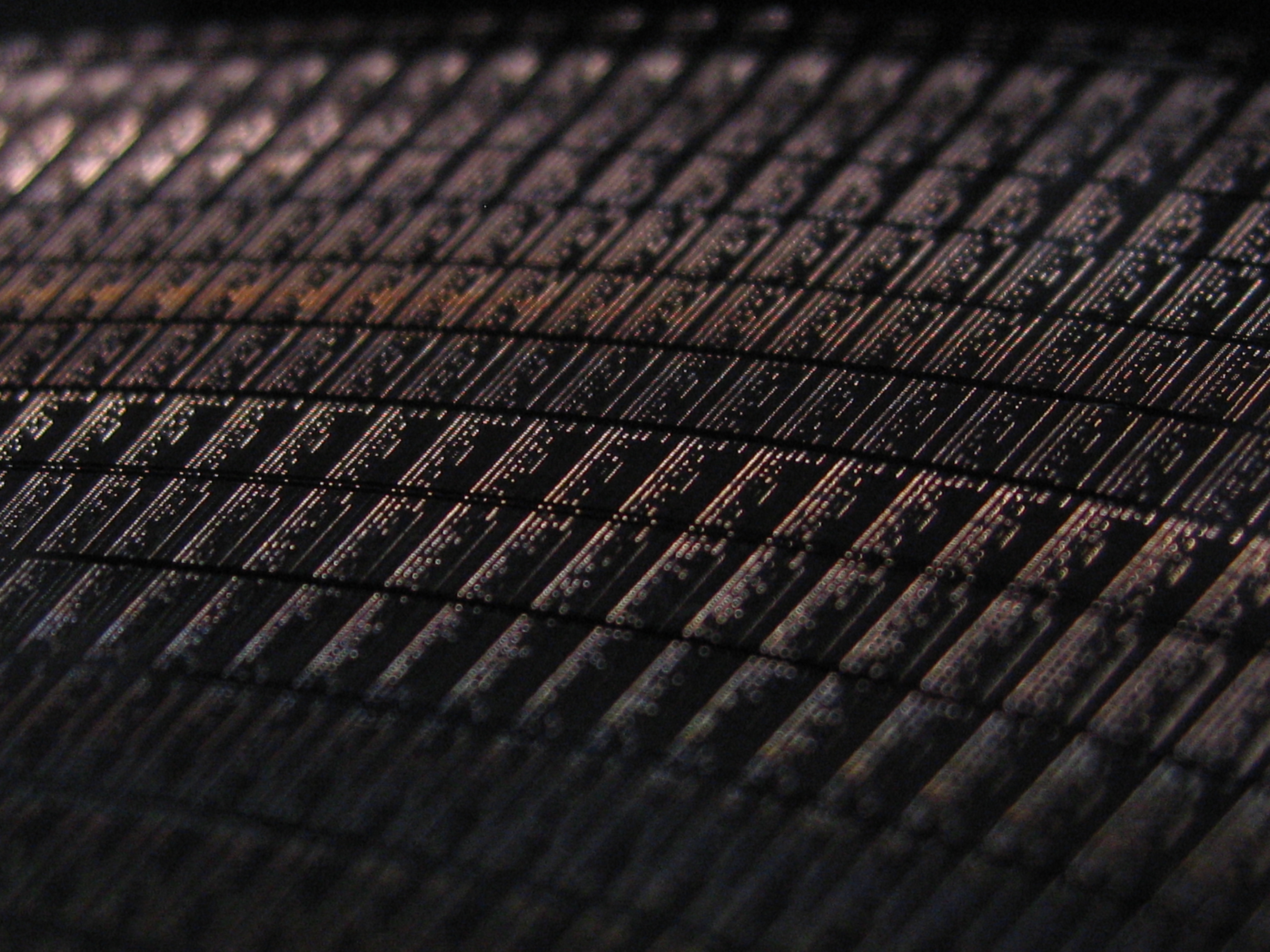
Detalle de un disco de vinilo con codificación de tiempo

La emulación de vinilos es un procedimiento que permite manipular físicamente la reproducción de archivos de audio digital en una computadora usando unos discos especiales sobre giradiscos convencionales como medio de control de la reproducción, preservando así la sensación y el tacto de estar pinchando con discos de vinilo. Presenta la ventaja adicional de permitir utilizar tocadiscos para reproducir grabaciones de audio que no están disponibles en formato fonográfico. Este método permite a los disc-jockeys generar efectos sonoros como el scratch o el beatmatch, así como producir otros efectos en un giradiscos que serían imposibles manejando solamente el teclado y el ratón de una computadora, o dispositivos de control menos táctiles.
Un "sistema de vinilo digital" (DVS por sus siglas en inglés) puede incluir un disco de vinilo especial con codificación de tiempo, o ser exclusivamente software.

## Características

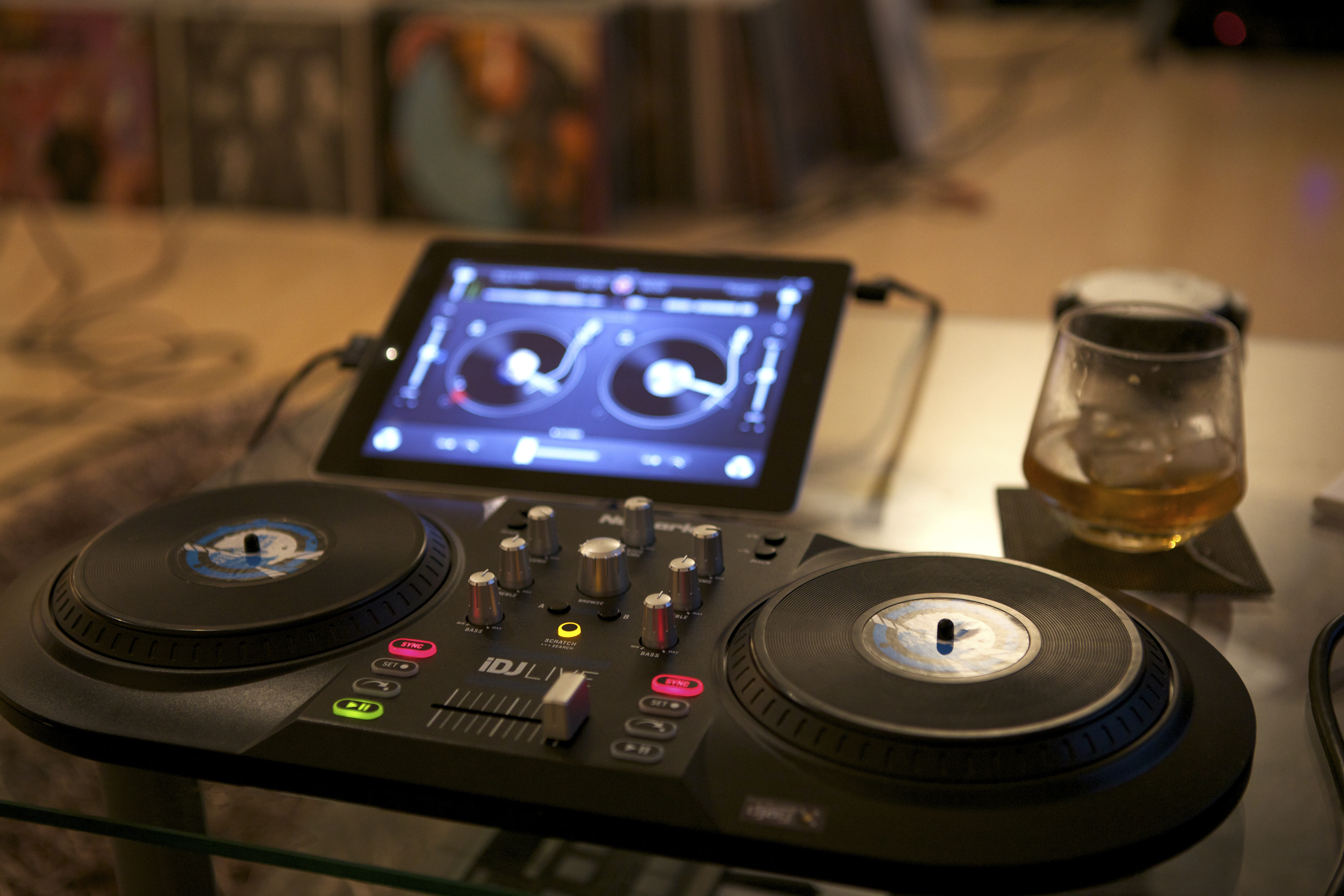
Una mesa controladora iDJ Live, un dispositivo sin giradiscos convencionales

Los emuladores de vinilos normalmente utilizan discos fonográficos especiales que se reproducen en giradiscos convencionales. El vinilo es una grabación de señales de audio analógicas a las que a menudo se hace referencia como código de tiempo. La salida de audio de los tocadiscos, la grabación del código de tiempo, se envía a un conversor analógico digital, que puede ser una tarjeta de sonido multicanal o un dispositivo de interfaz de audio USB o IEEE 1394 externo, un controlador de DJ o un mezclador compatible (generalmente distribuido con el software). El conversor envía información de código de tiempo digital al software, que luego introduce en la señal sonora original los cambios correspondientes en la velocidad de reproducción, la dirección y la posición, y almacena el resultado en un archivo de audio digital. El archivo de audio obtenido se comportará como si se hubiera operado directamente sobre un disco. La salida de audio manipulada del programa se envía de vuelta a través del conversor o la tarjeta de sonido de la computadora, y se puede enrutar a un mezclador de audio donde se puede mezclar como cualquier otra señal de audio analógica.
El resultado es una reproducción de audio digital que suena como música manipulada como si fuera una grabación de vinilo analógica. Sin embargo, siempre hay un pequeño retraso entre la lectura de la aguja del código de tiempo y la reproducción del audio por parte del software. El tiempo de retardo es un parámetro característico de cada producto de emulación de vinilos. Un retraso más corto permite que el DJ tenga una mejor respuesta y control de la música y, por lo general, el usuario o el oyente no lo nota.
En algunos países, por ejemplo Finlandia, se requiere una licencia de DJ digital para poder reproducir legalmente en público música protegida por derechos de autor con dispositivos de emulación de vinilos.

## Paquetes de software
Final Scratch fue el primer software de emulación de vinilos vendido públicamente. Desde su lanzamiento en 2001, se han desarrollado y comercializado muchos paquetes de software y hardware similares.
Entre las aplicaciones notables de código abierto, figuran:
- Mixxx[4]
- xwax[5]

Programas comerciales notables son:
- Deckadance
- Final Scratch
- MixVibes DVS
- Serato Scratch Live
- Torques (collar)
- Traktor Scratch Pro

Algunos productos de software de emulación de vinilo se comercializan con un disco de vinilo con un código de tiempo específico, mientras que otros son productos solo de software.
La siguiente tabla enumera todos los paquetes DVS existentes que vienen con vinilos codificados por tiempo específicos:
| Producto                   | Fabricante         | Programa relacionado            | Tarjeta de sonido externa disponible         |
| -------------------------- | ------------------ | ------------------------------- | -------------------------------------------- |
| Virtual DJ Timecoded Vinyl | Atomix Productions | Virtual DJ                      | No                                           |
| Touch DVS Record           | Intimidation       | Touch DVS                       | TouchDVS interface                           |
| Torq Control Vinyl         | M-Audio            | Torq DJ software                | Torq Conectiv                                |
| MixVibes DVS               | MixVibes           | MixVibes DVS                    | No                                           |
| Ms Pinky Vinyl             | Ms Pinky           | Interdimensional Wrecked System | No                                           |
| Traktor Scratch Pro        | Native Instruments | Traktor Pro                     | Audio 8 DJ or Audio 4 DJ                     |
| Traktor Scratch Pro 2      | Native Instruments | Traktor Pro 2                   | Audio 10 DJ or Audio 6 DJ                    |
| Virtual Vinyl              | Numark             | CUE                             | DJiO (with Virtual Vinyl - Rear Connections) |
| Scratch Live               | Serato             | Scratch Live                    | Rane SL 1, Rane SL 2, Rane SL 3, Rane SL 4   |
| Serato DJ                  | Serato             | Serato DJ                       | Rane SL 2, Rane SL 3, Rane SL 4              |
| FS Scratch Record          | Stanton            | Traktor FS                      | ScratchAmp                                   |
| FS 1.0 Record              | Stanton            | Final Scratch 1.0 (Linux)       | ScratchAmp                                   |

La siguiente tabla presenta todos los paquetes DVS solo de software (téngase en cuenta que todos ellos son "controlables" a través de un vinilo codificado por tiempo):
| Producto   | Fabricante      |
| ---------- | --------------- |
| Deckadance | Image-Line      |
| xwax       | Mark Hills      |
| Mixxx      | Equipo de Mixxx |